# Przybij Piątkę
Przybij piątkę, płyta kompilacja z koncertów live w Radiu Flash została wydana w piątą rocznicę powstania rozgłośni. Nagrania pochodzą z lat 1993 – 1997.

## Lista utworów
1. DŻEM – Wehikuł czasu (6:06)
muz. Adam Otręba, sł. Ryszard Riedel [nagrano: 22.03.1993]
Box Music / Pomaton EMI
2. DE MONO – Kolory (3:20)
muz. Andrzej Krzywy, sł. Marek Kościkiewicz [nagrano: 18.04.1993]
BMG Poland / Zic-Zac
3. FORMACJA NIEŻYWYCH SCHABUFF – Moi przyjaciele (4:15)
muz. Wojciech Wierus, sł. Olek Klepacz [nagrano: 4.06.1995]
BMG Poland / Zic-Zac
4. FORMACJA NIEŻYWYCH SCHABUFF – Lato (3:52)
muz. Wojciech Wierus, sł. Olek Klepacz i Wojciech Wierus [nagrano: 4.06.1995]
BMG Poland / Zic-Zac
5. MAFIA – Imię deszczu (4:04)
muz. Zdzisław Zioło, sł. Andrzej T. Piaseczny [nagrano: styczeń 1997]
BMG Poland / Zic-Zac
6. DŻEM – tekst Ryśka (0:24)
[nagrano: 22.03.1993]
7. DŻEM – Wołanie o deszcz (4:18)
muz. Beno Otręba, sł. słuchacze „Radia Flash” w opracowaniu Macieja Barcika [nagrano: 22.03.1993]
Box Music / Pomaton EMI
8. GOLDEN LIFE – Ptak i drzewo (4:52)
muz. Golden Life, sł. Golden Life [nagrano: 6.11.1994]
BMG Poland / Zic-Zac
9. ROAN – W każdym z nas (4:06)
muz. Andrzej Sroka, Zbigniew Man, Andrzej Man, sł. Andrzej Sroka [nagrano: 7.06.1995]
BMG Poland / Zic-Zac
10. BACHLEDA JÓZEF – Ameryka, Ameryka (5:02)
muz. i sł. Piotr Lewicki [nagrano: 22.12.1996]
Box Music / Pomaton EMI
11. PRL – Marian (2:02)
muz. i sł. Dariusz Adamczyk, Robert Kasprzyk, Rafał Kwaśniewski [nagrano: 22.12.1996]
Box Music / Pomaton EMI
12. ATMOSPHERE – Zamykam oczy (4:23)
muz. Waldemar Dąże, sł. Marcin Rozynek
©Sony Music Entertainment Polskasp. z o.o. 1997
13. CHOCOLATE SPOON – Jestem wolny (2:44)
muz. Wojtek Kubiak, sł. Wojtek Kubiak [nagrano: 29.04.1996]
Box Music / Pomaton EMI
14. DŻEM – Naiwne pytania (9:05)
muz. Bono Otręba, sł. Ryszard Riedel [nagrano: 23.03.1993]
Box Music / Pomaton EMI

BONUS
15. ZESPÓŁ RADIA „FLASH” I PRZYJACIELE – Zbudujmy arkę (3:53)
muz. Krzysztof Gabłoński, Gienadij Dadajan, sł. Tomek Szwed [nagrano: 21.12.1993]
Radio Flash